# Confédération syndicale des travailleurs du Bénin
Pour les articles homonymes, voir CSTB.
Confédération syndicale des travailleurs du Bénin (CSTB) est une confédération syndicale béninoise affiliée à la Confédération syndicale internationale. Elle fut une confédération syndicale autorisée, et sous la conduite du parti communiste du Bénin.

## Liste des secrétaires généraux historiques
- 2017 : Kassa Mampo[1],[2];
- 2013-2017 : Paul Essè Iko[3];
- 2010-2013 : Gaston Azoua[4].